# TD棒球場

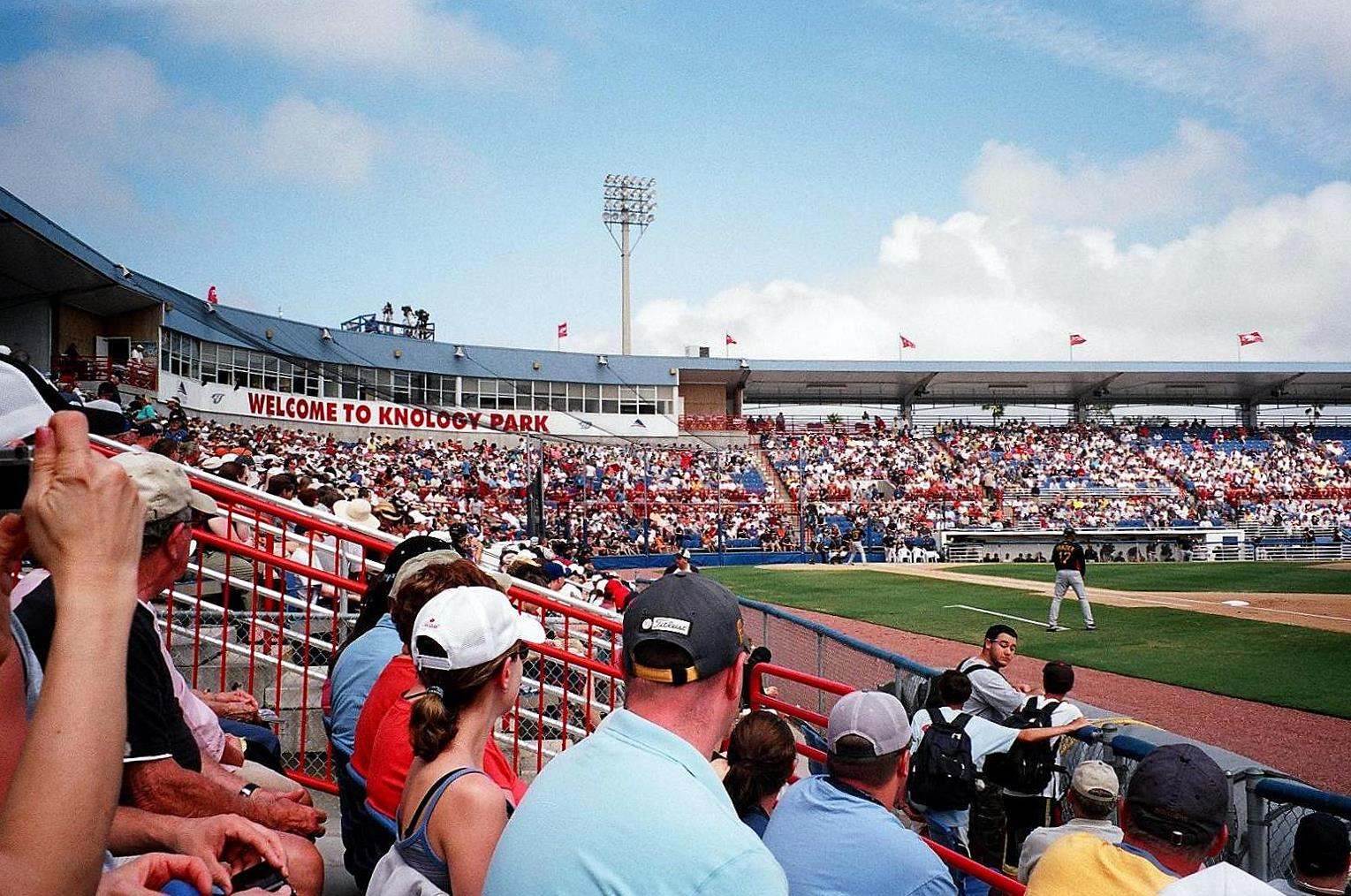
TD棒球場生在举办比赛

TD棒球場（英語：TD Ballpark，最初稱於格蘭特球場和達尼丁體育場），是位於美國佛羅里達州達尼丁的棒球場。該體育場建於1990年，可容納8500人。它是多倫多藍鳥隊的春訓場所，也是小聯盟1A東南區的但尼丁藍鳥隊和但尼丁高中獵鷹棒球隊的主場。該體育場也被稱為Knology公園（2004–2008）和佛羅里達汽車交易所體育場（2010–2017）。